# Last Post
Le Last Post est la sonnerie aux morts réglementaire, en usage dans les armées du Commonwealth et commémorant ceux qui ont été tués dans la guerre. 

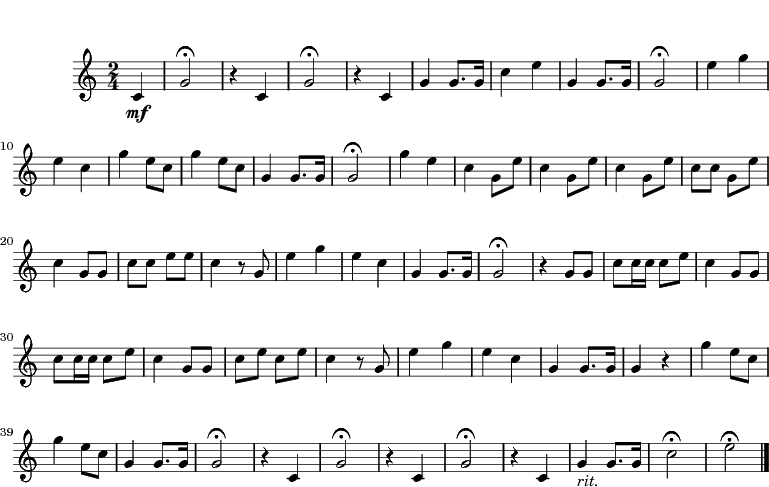
The Last Post

## Cérémonie du « Last Post » à Ypres
Après l’inauguration en 1927 du mémorial de la Porte de Menin à Ypres en Belgique, chaque soir à 20 heures, les clairons des pompiers locaux ferment la route qui passe sous le mémorial et jouent le Last Post en mémoire des soldats de l'Empire britannique morts dans la région. Cette cérémonie s'est tenue sans interruption depuis le 2 juillet 1928, à l’exception de la période d'occupation allemande lors de la Seconde Guerre mondiale entre le 20 mai 1940 et le 6 septembre 1944, durant laquelle elle se tint au cimetière de Brookwood en Angleterre.

## Sources
- Cet article est partiellement ou en totalité issu de l'article intitulé « Porte de Menin » (voir la liste des auteurs).